# Fire-Eaters
Les Fire-Eaters sont, dans l'histoire des États-Unis, un groupe de démocrates du Sud pro-esclavagistes dans l'Antebellum South. Ils encouragent la sécession des États du Sud du reste des États-Unis en une nouvelle nation : les États confédérés d'Amérique, ce qui mène à la guerre de Sécession.
Le doyen du groupe est Robert Barnwell Rhett, originaire de Caroline du Sud.
Certains de ce groupe ont cherché à relancer la participation des États-Unis à la traite négrière trans-Atlantique, laquelle était illégale depuis 1808.